# Giovanni Fontana (arquiteto)
Giovanni Fontana (Melide, 1540–Roma, 1614 (74 anos)) foi um frade dominicano e arquiteto do maneirismo tardio italiano. Era irmão de Domenico Fontana. Construiu uma das mais importantes villas da Campagna Romana entre 1601 e 1605 para a família Aldobrandini. O Castello di Torrenova era originalmente uma fazenda que Fontana ampliou e redecorou com detalhes renascentistas e paredes ameiadas. Perto do castelo, uma pequena igreja renascentista foi construída para o papa São Clemente I, o santo padroeiro do papa Clemente VIII Aldobrandini.